# Étienne Ollion
Étienne Ollion est un sociologue français.

## Biographie

### Jeunesse et études
Après des classes préparatoires aux grandes écoles, il est admis à l'École normale supérieure de la rue d'Ulm. Dans le cadre d'un double cursus, il suit des études d'économie et de sociologie à l'université Panthéon-Sorbonne, où il obtient une licence d'économie et de sociologie, puis un master dans ces mêmes disciplines. Il valide ensuite un master de science politique à la Sorbonne. En 2012, il défend une thèse de science politique et obtient un doctorat en sociologie à l'École des hautes études en sciences sociales.

### Parcours professionnel
Il est chargé de recherche au CNRS. Il enseigne à l'École polytechnique et à l'ENSAE, après avoir enseigné à l'Université de Strasbourg. Il est aussi régulièrement invité dans diverses universités étrangères.

## Travaux
Spécialiste de sociologie politique, il fait sa thèse sur le phénomène sectaire, examinant le rôle de l'État dans la mise en place d'une véritable « lutte contre les sectes » en France. Il se penche ensuite sur la sociologie des élus, analysant les carrières des responsables politiques, dans un contexte de critique croissante de la « professionnalisation politique ». Il analyse alors le tournant que représente l'élection législative de 2017 en France du point de vue des profils des élus , comme dans la manière dont les nouveaux élus s'approprient leur mandat
En 2021, il fait paraître Les candidats. Novices et professionnels en politique (PUF, 2021). Dans cet ouvrage, il analyse l'Assemblée de 2017 à la lumière des précédentes législatures. Il démontre alors le caractère inédit de cette assemblée élue dans la suite de l'arrivée d'Emmanuel Macron au pouvoir et de son appel à la société civile. Rajeunie, féminisée, l'Assemblée est aussi composée d'une centaine de novices, ces personnes sans engagement préalable en politique . Il analyse en détail le fonctionnement de cette assemblée, utilise la surprise ressentie par les nouveaux venus pour explorer ce qu'il nomme la « condition politique contemporaine », ou étudie l'évolution des conditions de travail et de rémunération des députés depuis le début un demi-siècle.
Il cherche aussi, à partir de cette situation finalement rare, à mesurer le rôle de l'expérience en politique. Mobilisant des méthodes qualitatives et quantitatives, il montre alors la relégation des députés novices dans le processus politique. Dénués de savoirs sur la procédure, de réseau qui leur permettrait d'être informé sur les sujets en vue dans les ministères, ils n'ont pas réussi à s'imposer. La leçon qu'il en retire est qu'on ne peut pas changer la pratique de la politique en changeant simplement les visages .

## Sciences sociales computationnelles
Il est un promoteur des sciences sociales computationnelles, sous-champ qui propose d'exploiter l'informatique (en particulier via le recours aux données numériques et à l'intelligence artificielle) pour mener des enquêtes en sciences humaines et sociales. Il s'intéresse en particulier grands modèles de langue (large language models), dont il montre qu'ils permettent d'"augmenter" les capacités des chercheurs en sciences sociales qui les utilisent, en leur délégant certaines activités chronophages de recherche. Ce faisant, ils permettent d'analyser à l'échelle des corpus de texte massifs. 
Dans le même temps, il mène une critique des promesses indues liées à la technologie, que ce soit sur les données numériques et ce qu'on a un temps appelé les "big data", et plus récemment sur l'intelligence artificielle. Il a publié un ouvrage collectif intitulé "Ce qui échappe à l'intelligence artificielle" qui revenait d'un point de vue interdisciplinaire sur les points aveugles et incapacités des modèles d'intelligence artificielle d'hier à aujourd'hui. Il critique aussi les usages prophétiques de certains outils, comme l'idée de pouvoir recréer des enquêtes par questionnaires uniquement à partir de LLMs. 

## Publications
- É. Ollion A. Christin, La sociologie aux États-Unis, Perspectives contemporaines, collection « Repères », La Découverte, 2012.
- É. Ollion, J. Boelaert et S. Michon, Métier : Député, Enquête sur la professionnalisation de la politique en France, Raisons d’agir, 2017.
- Étienne Ollion, Raison d’État. Histoire de la lutte contre les sectes. La Découverte, 2017
- Étienne Ollion, Les candidats. Novices et professionnels en politique. Presses universitaires de France, octobre 2021
- Étienne Ollion, Michaël Foessel, Une étrange victoire : l'extrême droite contre la politique, Seuil, octobre 2024
- M. Fourcade, É. Ollion, Y. Algan, « The Superiority of Economists », Journal of Economic Perspectives, 2015.